# فوسناووگ
فوسناووگ (به لاتین: Fosnavåg) () یک شهرک در نروژ است که در هیرای واقع شده‌است. فوسناووگ ۳٫۰۴ کیلومتر مربع مساحت و ۳٬۴۷۸ نفر جمعیت دارد و ۳ متر بالاتر از سطح دریا واقع شده‌است.